# Kućna njega
Kućna njega, vrsta zdravstvene njege. Obavlja se u pacijentovom vlastitom domu. Spada u primarnu zdravstvenu zaštitu, u osnovno zdravstveno osiguranje. Pod njom se podrazumijeva nastavak zdravstvene njege bolesnika po otpustu iz bolnice, lječilišta i drugih ustanova. Zdravstvena njega u kuću obuhvaća usluge svih postupaka opće i specijalne njege bolesnika, koje je medicinska sestra ovlaštena provoditi samostalno, a po preporuci pacijentovog izabranog liječnika. Podliježe provjeri kvalitete izvršene usluge. Usluge koje su obuhvaćene su:
- zbrinjavanje rana (kirurških, kroničnih, dekubitusa, ulkusa ) – suvremenim podlogama za rane
- pomoć i poduka obitelji kod obavljanja osobne higijene
- prevencija komplikacija uzrokovanih dugotrajnim mirovanjem (dekubitus, kontraktura, tromboza, upala pluća..)
- kupanje nepokretnog ili polupokretnog bolesnika u postelji ili kadi
- toaleta i održavanje stome
- provođenje klizme za čišćenje
- uzimanje materijala za laboratorijske pretrage ( krv, urin, stolica, brisevi...)
- primjena parenteralne terapije uz nadzor liječnika
- kateterizacija mokraćnog mjehura
- primjena lokalne i peroralne terapije
- primjena terapije kisikom
- postavljanje/izmjena nazogastrične sonde, hranjenje sondom
- mjerenje i registracija vitalnih funkcija,
- kontrola razine šećera u krvi i urinu
- palijativna skrb (skrb za umirućeg bolesnika)